# Fontána Koźle
Fontána Koźle, polsky Fontanna Koźle, Fontanna miejska nebo Syrenka, je fontána, kašna a plastika na náměstí Rynek v městské části Koźle města Kandřín-Kozlí v okrese Kandřín-Kozlí v jižním Polsku. Nachází se také v mezoregionu Ratibořská kotlina v Opolském vojvodství v Horním Slezsku.

## Historie a popis díla
Do roku 1820 zde existovala městská královská kašna/fontána s nápisem „Rex Civitasis Fontes“. Nová kašna se stala trvalou součástí centra Koźle. Autorem díla z roku 1990 je Ryszard Kowal a vzniklo v rámci tehdejší rekonstrukce náměstí. Kašna je ze žuly a uprostřed je soklovitý sloup nepravidelného průřezu se zobrazením tří kozlů, jež mají souvislost se znakem města Kandřín-Kozlí a místní legendou o třech kozích bratrech. Na sloupu je umístěna štíhlá sedící dívka (snad nymfa, siréna či rusalka) s vlasy spletenými do copu, která je odlitá z bronzu. Dívka drží oběma rukama okarínu na kterou se chystá hrát. Ve večerních hodinách bývá kašna osvětlená.

## Další informace
Kašna je celoročně volně přístupná.

## Galerie

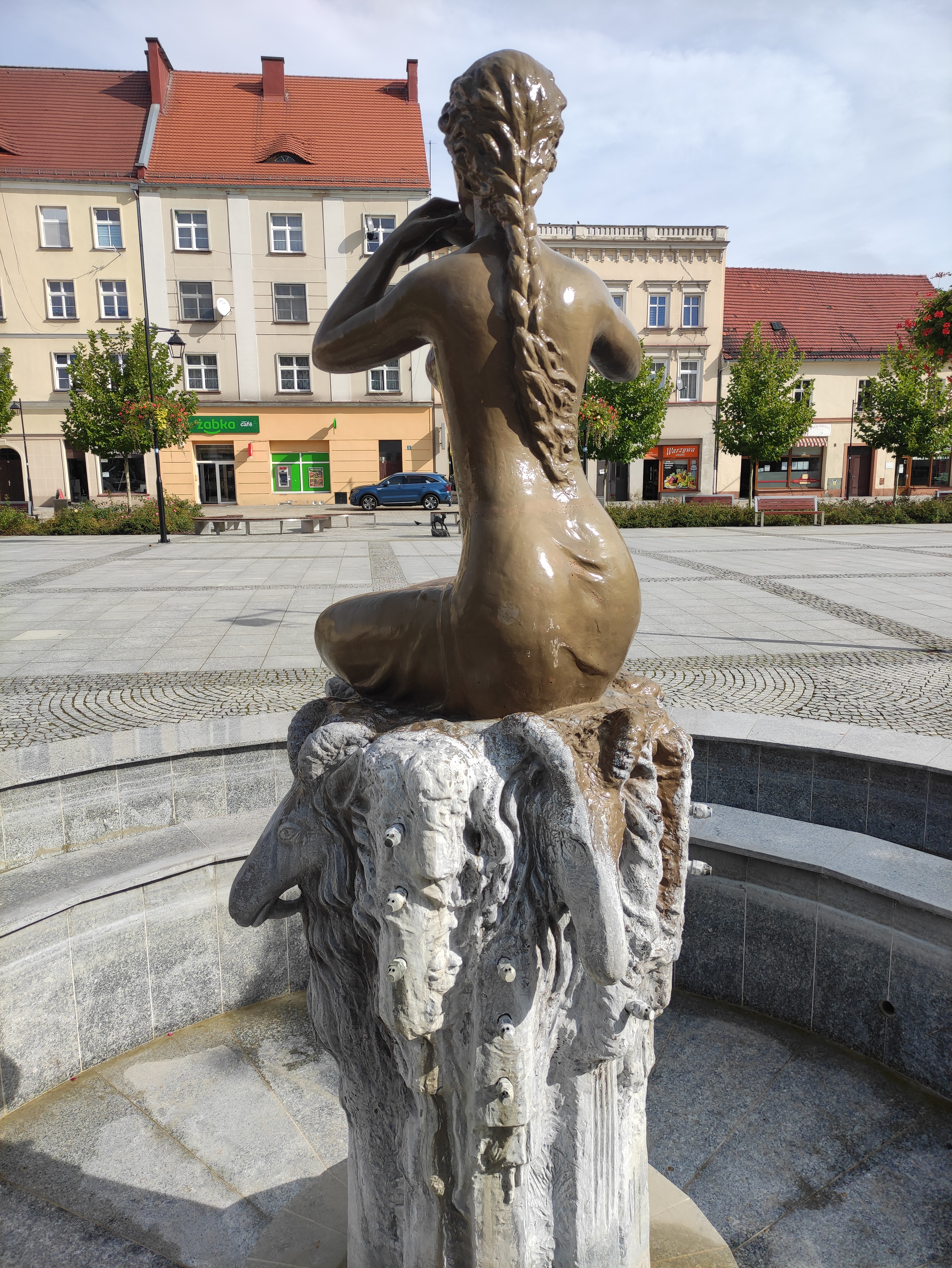
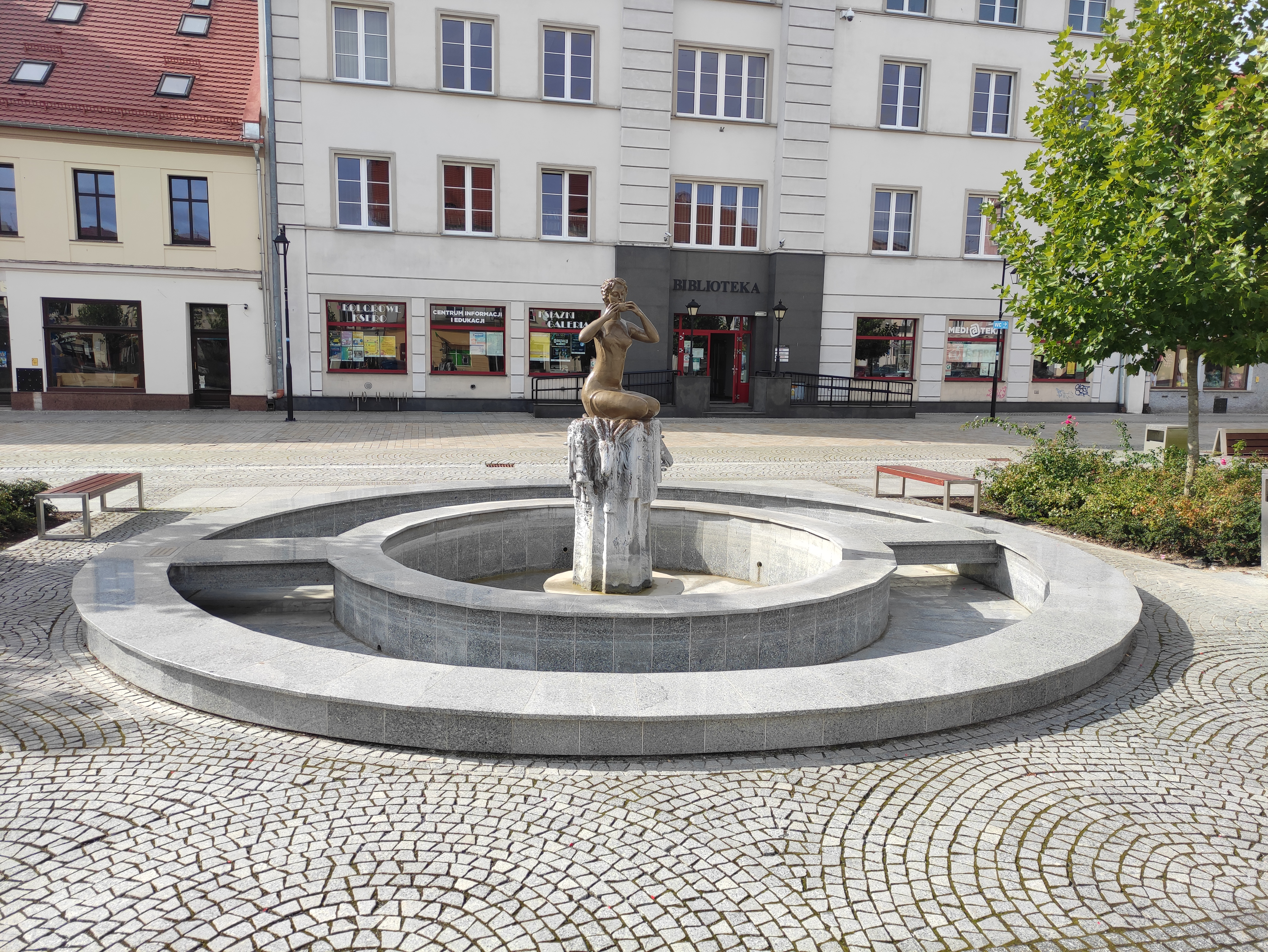
Celkový pohled na dílo